# Darussalam (Bukit Tusam)
Darussalam is een bestuurslaag in het regentschap Aceh Tenggara van de provincie Atjeh, Indonesië. Darussalam telt 431 inwoners (volkstelling 2010).